# Wheel of Fortune (amerykański teleturniej)
Wheel of Fortune (ang. Koło fortuny) – amerykański teleturniej stworzony przez Merva Griffina, konkurs, w którym uczestnicy odgadują słowa i wyrażenia, podobnie jak w wisielcu, by wygrać nagrody pieniężne i rzeczowe, zdobywane poprzez kręcenie kołem, podobnym do koła w ruletce.

## Historia
Amerykańskie Koło fortuny zadebiutowało 6 stycznia 1975 na antenie NBC i pozostało w tej stacji aż do 30 czerwca 1989. Popularność teleturnieju sprawiła, że w międzyczasie rozpoczęto realizację jego osobnej odsłony przeznaczonej do dystrybucji lokalnej (syndication) – ta wersja po raz pierwszy pojawiła się 19 września 1983 roku i jest wciąż produkowana. Po kilku zmianach w formacie, 17 lipca 1989, pierwotna wersja programu została przejęta przez inną stację – CBS, która wprowadziła go do swojej codziennej ramówki, jednak 14 stycznia 1991 teleturniej powrócił do NBC, gdzie był emitowany do 20 września 1991. W 2021 roku serię Celebrity Wheel of Fortune pokazała w tzw. prime-timie stacja ABC i kontynuowała ją w kolejnych latach.
W Stanach Zjednoczonych Koło fortuny jest najdłużej produkowanym teleturniejem w dystrybucji lokalnej (syndication). W artykule z 2008 r. magazyn TV Guide nazwał go „najpopularniejszym programem dystrybucji lokalnej”, a w 2013 r. program znalazł się na 2. pozycji listy 60 najlepszych teleturniejów wszech czasów. Format został również zrealizowany w ponad 60 krajach świata.

## Prowadzący

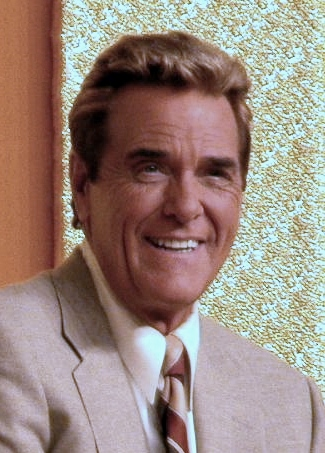
Chuck Woolery – pierwszy prowadzący teleturniej

Wersja sieciowa była początkowo prowadzona przez Chucka Woolery'ego, hostessą była Susan Stafford, a zapowiadał ich Charlie O'Donnell. O'Donnell odszedł od produkcji w 1980, Woolery w 1981, a Stafford w 1982 r. Byli oni zastępowani odpowiednio przez Jacka Clarka, Pata Sajaka i Vannę White. Po śmierci Clarka w 1988 narrację programu przez krótki okres prowadził M. G. Kelly, a w 1989 na to miejsce powrócił O'Donnell (pozostał tam aż do wycofania wersji sieciowej teleturnieju i użyczał swojego głosu aż do śmierci w 2010 r., gdy został zastąpiony przez Jima Thorntona). Sajak w styczniu 1989 r. opuścił stację, gdyż otrzymał ofertę prowadzenia własnego talk-show o charakterze late-night. Jego miejsce zajął Rolf Benirschke. Gdy program przeszedł do CBS, nowym prowadzącym został Bob Goen, utrzymał się w tej roli aż do zdjęcia audycji z anteny.
Od samego początku wersji do dystrybucji lokalnej prowadzącym teleturniej był Pat Sajak, a hostessą – Vanna White. 1 kwietnia 1997 roku nadano odcinek specjalny, którego uczestnikami zostali Pat Sajak i Vanna White, a prowadzącym Alex Trebek (tego samego dnia Sajak poprowadził gościnnie Jeopardy!, którego gospodarzem był Trebek). W grudniu 2019 roku nadano odcinki, w których na miejscu Sajaka stanęła Vanna White. Miało to związek z nagłym hospitalizowaniem prowadzącego podczas nagrań. Litery na początku zastępstwa odsłaniała Myszka Miki, a później córka Pata Sajaka.
W maju 2019 roku Pat Sajak stał się rekordzistą Guinessa pod względem najdłuższego prowadzenia tego samego teleturnieju.
Wraz z początkiem sezonu 2024/2025 rolę prowadzącego program przejął po Sajaku Ryan Seacrest.

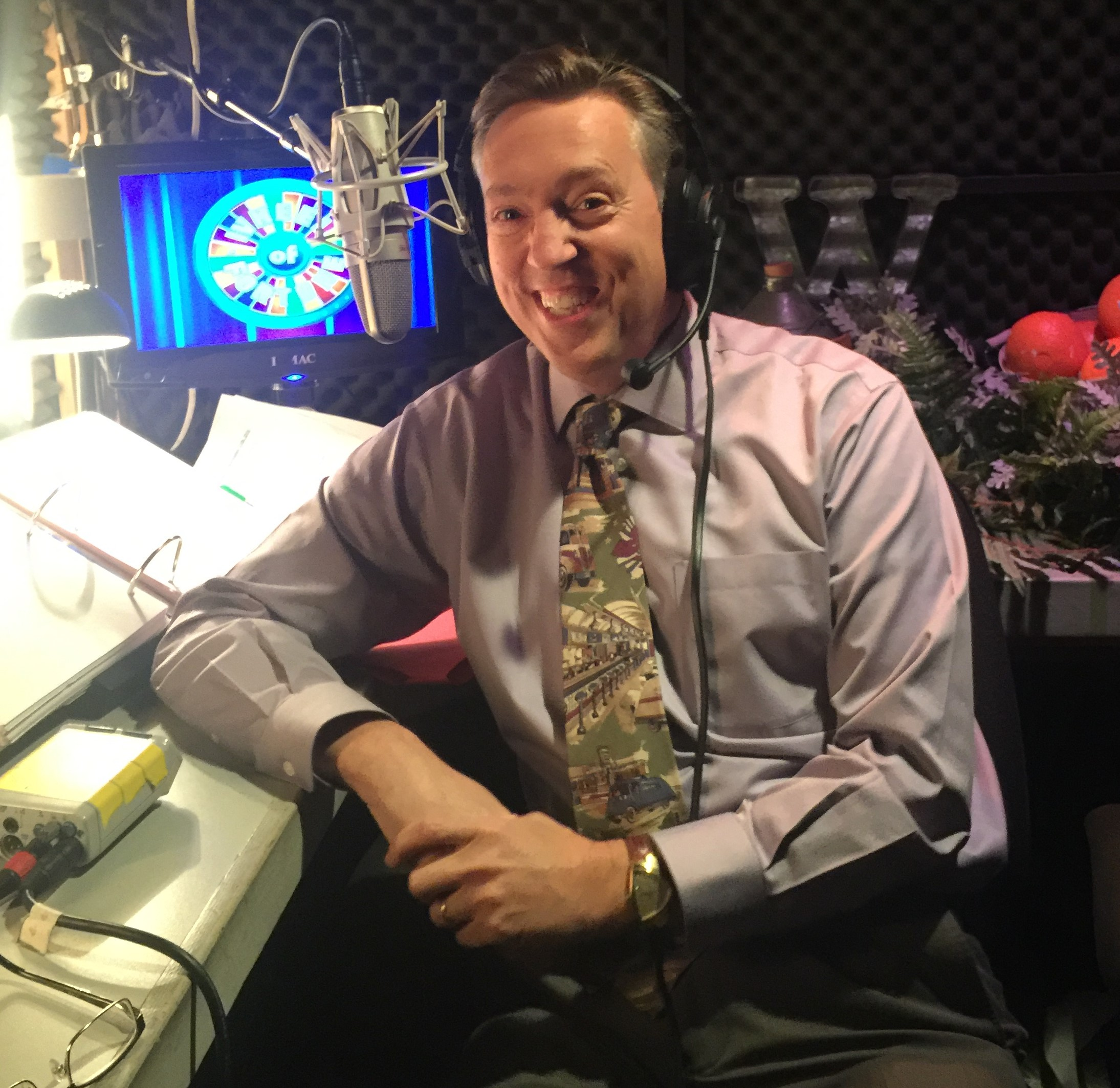
Jim Thornton pełni rolę narratora od 2011

## Zasady gry

### Gra główna
Gra opiera się na zasadach wisielca. W grze udział bierze troje zawodników (lub czasami trzy pary).
W każdej rundzie na tablicy pojawiają się pola, każde z nich odpowiada jednej literze lub znakowi interpunkcyjnemu (które są podane już na początku). Tworzą one hasło, które ma zostać odgadnięte przez zawodników. Dla ułatwienia dostają oni kategorię. Większość haseł stanowią popularne wyrażenia.
W 2016 r. dla urozmaicenia formatu dodano hasła-krzyżówki. W takiej sytuacji zamiast kategorii podawane jest słowo-klucz, łączące ze sobą szukane wyrazy.

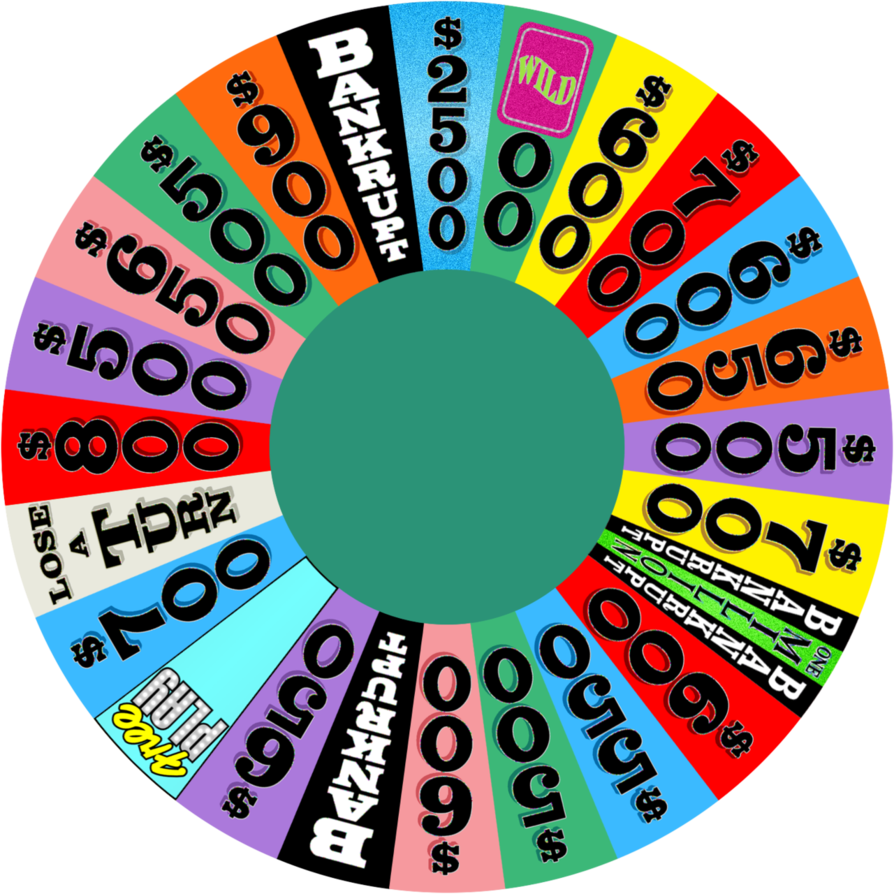
Koło rundy pierwszej od 32. serii w (od września 2014)

Tytułowe koło fortuny podzielone jest na 24 pola. Na większości z nich widnieją stawki pieniężne – od 500 do 900 dolarów oraz najwyższa stawka na kole: 2500 w rundzie 1., 3500 w rundach 2. i 3. oraz 5000 w rundzie 4. i ewentualnych kolejnych. Na dwóch polach widnieje napis Bankrupt, który oznacza utratę wszystkich zgromadzonych nagród (pieniężnych i rzeczowych) oraz utratę kolejki (która następuje także po wylosowaniu pola Lose a Turn).
Zawodnik kręci kołem, by wyznaczyć kwotę do wygrania i podaje spółgłoskę. Jeżeli występuje ona w haśle, to uczestnik otrzymuje wylosowaną wartość pomnożoną razy liczbę tych spółgłosek w haśle. Trafne podanie litery umożliwia kręcenie dalej, odgadnięcie hasła lub zakup samogłoski, która kosztuje 250 dolarów. Możliwość gry przechodzi do następnego zawodnika gdy: koło zatrzyma się na polu Bankrupt lub Lose a Turn; gracz poda literę, której nie ma w haśle; gracz poda literę, która już jest na tablicy; gracz nie poda litery w ciągu pięciu sekund; gracz spróbuje odgadnąć hasło, ale pomyli się. Wyjątkiem jest trafienie na pole Free Play, które pozwala na podanie spółgłoski wartej 500 dolarów, uzyskanie bezpłatnej samogłoski lub odgadnięcie hasła – wszystko bez ryzyka utraty kolejki w razie pomyłki.
W pierwszych trzech rundach na kole znajdują się dodatkowe karty:
- Dzika karta (Wild Card) – sprawia, że zawodnik może podać kolejną spółgłoskę za wylosowaną już wartość, jeżeli gracz zabierze ją ze sobą do finału, będzie miał prawo do podania bonusowej spółgłoski;
- Podarunek (Gift Tag) – najczęściej karta podarunkowa do sklepu sponsora;
- Pół auta (½ Car) – bez rundy 1. (nie występuje w odcinkach, w których uczestniczą pary) – jeżeli uczestnik zdobędzie dwa takie znaczniki i wygra rundę – otrzyma samochód.

Wszystkie powyższe znajdują się na polu o wartości 500 dolarów, więc trafienie spółgłoski przynosi zawodnikowi zarówno nagrodę, jak i pieniądze.
Na kole widnieje także pole specjalne, które podzielone jest na trzy przystające części – dwie zewnętrzne to bankrut, a trafienie w wewnętrzną część, podanie właściwej spółgłoski i odgadnięcie hasła umożliwia grę w finale (jeżeli gracz się do niego dostanie) o 1 000 000 dolarów.
Zawodnikom, którzy ukończą rundę z wynikiem – pieniądze plus wartość nagród – niższym niż 1000 dolarów (lub dla par 2000 dol.) podwyższa się wygraną do tej sumy.
W każdym odcinku rozgrywane są trzy mini-rundy systemem kto pierwszy, ten lepszy (Toss-up puzzle) – pierwsza na początku odcinka, przed przedstawieniem graczy – warte 1000 dolarów; druga po przedstawieniu uczestników – warte 2000 dolarów; trzecia, pomiędzy rundami 2. i 3. – warta 3000 dolarów (przed 37. serią w syndication do odgadnięcia było jedno hasło warte 3000, a od 37. serii zadawane są trzy zagadki warte po 1000 dolarów). Na tablicy litery pojawiają się losowo, a osoba chcąca odgadnąć hasło wciska przycisk.
Na kole rundy drugiej znajdują się dwa pola-zagadki (mystery wedges). Jeżeli koło zatrzyma się na jednym z tych pól, a zawodnik prawidłowo poda spółgłoskę, ma prawo do podjęcia decyzji: czy woli 1000 dolarów pomnożone przez liczbę występowania trafionej spółgłoski w haśle czy ryzykuje – na odwrocie może znajdować się 10 000 dolarów albo Bankrut.
Zwycięstwo w rundzie 3. przynosi dodatkową nagrodę („It's a prize puzzle!”) – zwykle wycieczkę do miejsca będącego tematem przewodnim danego tygodnia lub innego egzotycznego miejsca.
Od 31. serii w syndication (2013/2014) na kole rundy trzeciej znajduje się inne specjalne pole – Express. Podanie prawidłowej spółgłoski oznacza zyskanie 1000 dolarów (wartość może być mnożona) i możliwość zmiany trybu gry: za każdą trafioną spółgłoskę gracz otrzymuje 1000 dolarów, samogłoski kosztują 250 dolarów; hasło można odgadnąć w dowolnym momencie, ale podanie niewłaściwej litery jest równoznaczne nie tylko z utratą kolejki, ale i utratą wszystkich zgromadzonych w danej rundzie środków (na zasadzie Bankruta). Pozostali zawodnicy nie grają, aż rozgrywający się pomyli.
Ostatnia runda, przynajmniej w części, rozgrywana jest przyspieszonym sposobem. Prowadzący kręci kołem raz, wylosowana wartość plus 1000 dolarów stanowi stawkę za spółgłoskę. Zawodnicy bez dalszego kręcenia kołem odsłaniają spółgłoski w haśle, otrzymując odpowiednią kwotę. Gracze mogą także wybierać samogłoski, nie otrzymując za nie nic, ale także nic nie płacąc. Po odsłonięciu liter zawodnik ma 3 sekundy na odgadnięcie hasła. Gdy tego nie robi, kolejka przechodzi na kolejnego gracza. Ten, kto odgadnie hasło, wygrywa rundę.
Po grze przyspieszonej porównuje się stan kont zawodników. Zawodnik z najwyższą wygraną (gotówka plus wartość pieniężna zdobytych nagród) wchodzi do finału. Jeżeli zawodnik nic nie wygrał w ciągu całej gry, wtedy otrzymuje nagrodę pocieszenia równą 1000 dolarów.
W przypadku remisu na pierwszym miejscu rozgrywa się dodatkowe hasło systemem kto pierwszy, ten lepszy. Zwycięzca otrzymuje 1000 dol. i przechodzi do finału.

### Finał (Bonus round)
Przed przejściem do finału zwycięzca wybiera jedną z trzech kategorii (zasada obowiązuje od 35. serii w syndication). Zawodnik kręci mniejszym kołem z 24 kopertami, wylosowana stanowi potencjalną wygraną. Na tablicy pojawiają się pola oraz wyświetla stały zestaw liter: R, S, T, L, N i E. Następnie zawodnik podaje trzy spółgłoski i jedną samogłoskę (plus ewentualnie jeszcze jedną spółgłoskę, jeżeli zachował Dziką kartę). Po odsłonięciu ostatniej litery uczestnik ma 10 sekund na odgadnięcie hasła, może próbować tyle razy, ile potrzebuje. Nieodgadnięcie hasła nie przynosi żadnej dodatkowej wygranej. Za odgadnięcie hasła finalista zdobywa wartość z wylosowanej koperty: najmniej – 1000 dolarów razy numer serii (od 41. serii: 40 000 dolarów), najwięcej – 100 000 dolarów lub milion, jeżeli zdobył taką możliwość we wcześniejszym etapie gry, czasem samochód lub inne nagrody.

### Dawne reguły

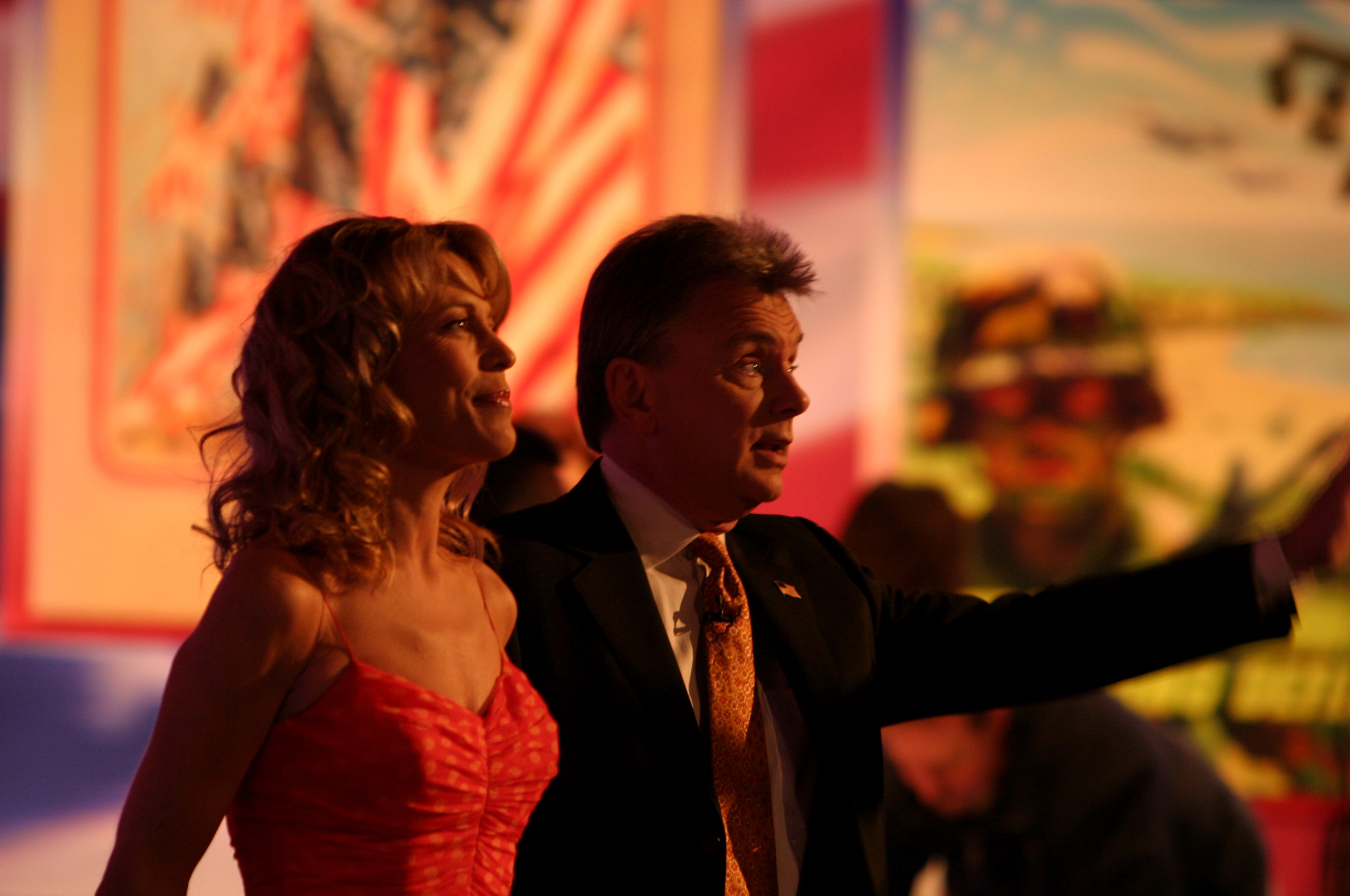
Vanna White i Pat Sajak

Pierwotnie, po wygranej rundzie zawodnicy wydawali zdobyte pieniądze na nagrody zaprezentowane w studio. Pozostałe pieniądze, nie pozwalające na dalsze zakupy, mogły być przeniesione na kartę płatniczą lub do kolejnej rundy (wtedy jednak tracił je przy wylosowaniu Bankruta). Motyw zakupów został zniesiony w wersji do dystrybucji lokalnej od odcinka z 5 października 1987 r. (dla zaoszczędzenia czasu i z powodu konieczności płacenia podatku przez graczy), jednak w wersji sieciowej przetrwał do końca pierwszej emisji w NBC (do 30 czerwca 1989 r.).
Przed wprowadzeniem rund kto pierwszy, ten lepszy na początku 18. serii w syndication w 2000 r., grę zawsze zaczynał zawodnik przy czerwonym stanowisku. W przypadku remisu na pierwszym miejscu rozgrywana była runda przyspieszona. W seriach 14–30 w syndication w grze dostępny był jackpot, zaczynał się od 5000 dolarów, a jego wartość rosła z każdym zakręceniem koła w danej rundzie. By go uzyskać, należało wylosować specjalne pole, podać literę i odgadnąć hasło – wszystko w jednym ruchu. Później gracze otrzymywali także 500 dolarów za literę, a do puli dodawane było również 500 dolarów.
Dawniej zwycięzcy mogli brać udział w kilku odcinkach (najpierw pięciu, potem trzech).
Przed grudniem 1981 r. nie było finału. Początkowo w finale zawodnik sam wybierał pięć spółgłosek i jedną samogłoskę i miał 15 sekund na odgadnięcie hasła. Ponadto, dodatkowe nagrody były wybierane przez zawodnika na początku rundy. Obecny czas na odpowiedź i wybrane litery wprowadzono 3 października 1988 r. Od 7. serii w syndication nagrody były wybierane spośród pięciu kopert, w jednej zawsze było 25 000 dolarów, a niższe wartości były zmienne. We wrześniu 2001 r. trzy koperty kryły samochód, a dwie 25 000 dol. Koło z kopertami zostało wprowadzone 22 października 2001 r.